# Digitale Fertigung
Der Begriff digitale Fertigung setzt sich aus verschiedenen Herstellungsverfahren wie der additiven Fertigung und Technologien basierend unter anderem auf dem Spritzgussverfahren und der CNC-Bearbeitung zusammen. Hierbei werden ursprüngliche Herstellungsverfahren mit Hilfe der Computertechnik in Prozesse umgewandelt. In den verschiedenen Phasen können während des gesamten Prozesses verschiedene Verfahren und Materialien zum Einsatz kommen.
Die digitale Fertigung ist ein Teilbereich von Industrie 4.0. Die Bereiche CAD-Konstruktion, digitale Fertigung, Robotik, Sensorik & Daten und Analytik werden kombiniert, um die industrielle Fertigung neu zu definieren.

## Schlüsseltechnologien
Die drei Schlüsseltechnologien der digitalen Fertigung sind Kunststoff-Spritzguss, additive bzw. generative Fertigung und CNC-Bearbeitung:

### Kunststoff-Spritzguss
Das Spritzgießverfahren ist eines der wichtigsten Produktionsverfahren bei der Verarbeitung von Kunststoffen. Das Spritzgießen besitzt einige Merkmale, durch die besonders komplizierte Formteile in Massenproduktion hergestellt werden können:
- direkter   Weg vom Rohstoff zum Fertigteil,
- keine   oder nur geringe Nachbearbeitung des Formteils notwendig,
- Verfahren   vollautomatisierbar und
- hohe   Reproduziergenauigkeit der Fertigung

Die Möglichkeiten der durch Spritzguss herstellbaren Formteile sind vielfältig – sie erstrecken sich von beispielsweise kleinsten Zahnrädern bis hin zu großen Müllcontainern. Die Gewichte der Formteile liegen in der Größenordnung von 0,001 g bis 100 kg.

### Additive / Generative Fertigung
Additive Fertigung, auch 3D-Druck genannt, ist ein Verfahren, bei dem Schicht für Schicht aufgetragen wird. Dadurch entstehen dreidimensionale Gegenstände aller Art. Typische Materialien sind Kunststoff, Metall und Gips als Pulver, Granulat und am Stück oder in flüssiger Form.
Im Gegensatz zu subtraktiven Verfahren, bei denen Rohmaterial mittels Fräsen, Drehen, Bohren und anderen elektrischen Verfahren wie Funkenerodieren durch mechanische Abtragung von Material bearbeitet werden (beispielsweise durch CNC-Maschinen), um ein bestimmtes Objekt zu erzeugen, wird bei der additiven/generativen Fertigung ein Gegenstand durch Hinzufügen, Auftragen und Ablagern von Material, anhand eines digitalen Modells erzeugt. Als Vorlage für die Produktion dient dabei ein digitales 3D-Modell (bspw. in Form einer CAD-Datei), das in maschinenlesbaren Code übersetzt und automatisiert verarbeitet wird.

### CNC-Bearbeitung
CNC ist ein subtraktiver Fertigungsprozess, bei dem ein Computer das Schneiden und Formen von Teilen (meist aus Metall) steuert. Die Schnellbearbeitung mit CNC-Maschinen eignet sich für die Prototypenherstellung sowie für Tests von Form und Passgenauigkeit, Vorrichtungen und Funktionsteilen für Endanwendungen. Bei der CNC-Bearbeitung wird zwischen CNC-Fräsen und CNC-Drehverfahren unterschieden. Das CNC-Fräsen ist ein subtraktiver Fertigungsprozess, bei dem 3-Achs- und indizierte 5-Achs-Fräsverfahren verwendet werden, um massive Kunststoff- und Metallblöcke schnell in fertige Teile zu verwandeln. Das CNC-Drehverfahren mit angetriebenen Werkzeugen ermöglicht das Drehen und Fräsen zur Bearbeitung von Teilen sowie die Herstellung von zylindrischen Teilen aus Metallstangen.

### Vorteile der digitalen Fertigung
Intelligente und vernetzte Methoden, Verfahren und Werkzeuge ermöglichen eine flexiblere Fertigung. Dies erhöht auch die Wirtschaftlichkeit und stärkt die Wettbewerbsfähigkeit. Abläufe in der Fertigung werden durch digitalisierte Verfahren außerdem sicherer, schneller und aktueller. Die digitale Vernetzung der Industrie birgt nach Einschätzung des Hamburgischen Weltwirtschaftsinstituts (HWWI) neben Chancen auch Risiken. Es seien weitreichende Auswirkungen der technologischen Entwicklung auf die industrielle Produktion zu erwarten. Politik, Wirtschaft und Gesellschaft sollten Strategien entwickeln, um den Prozess des Wandels aktiv zu gestalten. Das Schlagwort Industrie 4.0 steht für ein Zukunftsbild, in dem die industrielle Produktion mit Hilfe der digitalen Vernetzung und intelligenten Systemen flexibler und effizienter wird.

### Ausblick
Die Digitalisierung hat hohe Priorität für die deutsche Industrie. 91 Prozent der Unternehmen investieren in den Ausbau ihrer digitalen Fabriken. Doch selbst die besten Analysemodelle werden in Zukunft nicht alle Fehlfunktionen an Maschinen und Anlagen vorhersagen und vermeiden können. Somit wird der Mensch trotz Digitalisierung nicht überflüssig, vielmehr wird in Zukunft die Zusammenarbeit von Mensch und Maschine essenziell sein. Dadurch entstehen neue Chancen und auch neue Berufsbilder.